# Jan Bijvoet
Jan Bijvoet est un acteur belge néerlandophone, né à Anvers le 28 décembre 1966 .
Il est depuis 2005 l'un des directeurs artistiques du Théâtre Zuidpool, une troupe avec laquelle il joue également. Il a à son actif quelques rôles dans des films et des téléfilms, ainsi qu'un certain nombre d'apparitions dans des séries télévisées. Il a ainsi joué le personnage de JB dans la série Van vlees en bloed. Il a aussi participé au film Ad fundum.
Il est diplômé du Studio Herman Teirlinck.

## Biographie
Jan Bijvoet fait ses premiers pas en tant qu'acteur au théâtre en 1991 avec le Théâtre néerlandais de Gand dans Jozef in Egypt. Il eut deux autres rôles avec cette compagnie, l'un dans Nachtelijk Symposium, l'autre dans Gruis. Il est ensuite passé à TG Ceremonia d'Eric De Volder. Avec la compagnie du lundi bleu, il joua le rôle de la vieille tante Vera dans Voor een pensioen de Luk Perceval. À partir de 1998, il commença à apparaître plus souvent sur la scène. Il joua dans Ivanov, L. King of Pain, Asem, De Jossen et Peer Gynt, tout cela avec Het Toneelhuis.
En 2005, il intégra le noyau artistique du Théâtre Zuidpool. Il y obtient des rôles dans Siberië, Oorlog, Hooglied, Dus (een Heizeldrama), Nachtlied, Cockfish et kReon.
Il est nommé pour le Prix culturel flamand pour les arts du spectacle en 2007.

### Rôles dans des séries télévisées
Jan Bijvoet a des rôles mineurs dans un grand nombre de séries télévisées : De Kotmadam, Heterdaad, Recht op Recht, Flikken, Rupel, Witse et Kinderen van Dewindt.
Dans Van vlees en bloed (2009), il tient un rôle plus important[Lequel ?].
Il tient un des rôles principaux, celui de Richard « Rik » Mertens, dans la série Into the Night, première série belge francophone produite par Netflix.

### Duo musical
Avec Hadewig Kras, il a formé le duo musical Siesta qui a enregistré un disque dans une production de Blixa Bargeld, membre de Einstürzende Neubauten.

## Filmographie
- 1993 : Ad fundum d'Erik Van Looy : Piet
- 2005 : The Sunflyers : Dragonflyer Black Eagle
- 2008 : Nowhere Man : le vendeur au Garden Centre
- 2009 : Dirty Mind de Pieter Van Hees : Guru Hugo Duchamps
- 2012 : Alabama Monroe (The Broken Circle Breakdown) de Felix Van Groeningen : Koen
- 2013 : Borgman de Alex van Warmerdam : Camiel Borgman
- 2013 : Marina de Stijn Coninx, inspecteur de police
- 2015 : L'Étreinte du serpent (El abrazo de la serpiente) de Ciro Guerra : Theodor Koch-Grünberg
- 2015 : D'Ardennen : Stef
- 2015 : De Reconstructie : De Jager (en post-production)
- 2016 : Peaky Blinders : Grand Duke Leon Petrovna
- 2016 : Compulsion : Minos
- 2016 : Hélène : Jasper
- 2018 : La Part obscure (In Darkness) de Anthony Byrne : Radic
- 2020-2021 : Into the Night : Richard « Rik » Mertens
- 2023 : Wil : Commissaire Jean